# 察隅河
察隅河，是一条从中国流入印度的河流，是伯舒拉岭与岗日嘎布山脉、祁灵公山的界河。它由西藏自治区林芝市东部流入中国与印度争议的印度阿鲁纳恰尔邦东部，下游流至中印边界处界河段称༼ཐའེ་ལུ་ཆུ༽，流入印度后稱魯希特河，最後汇入布拉马普特拉河。
察隅河主流桑曲源于德母拉山，海拔5474米，向东南经察隅县向西，与西支贡日嘎布曲汇流后向南流入中印争议的藏南地区，长295千米。察隅河主流桑曲长178千米，西支贡日嘎布曲长170千米。河流流域面积为6780平方千米。河流下游为印度实际控制，海拔较低，气候条件较好，为农耕区。